# Sloupový ostrov
Sloupový ostrov (rusky Столбовой) je malý neobydlený ostrov v jihozápadní části Novosibiřských ostrovů ve východní části moře Laptěvů, administrativně patří k ruské republice Sacha.
Rozloha je asi 170 km². Délka od Skalistého mysu (severozápad) k mysu Povorotný (jihovýchod) je 46 km, maximální šířka je 10 km. Nejvyšší bod leží v nadmořské výšce 222 m n. m. Ostrov je tvořen hlavně žulou a převládá na něm arktická tundra. Na severozápadním pobřeží je Mělké jezero (laguna) a v jeho okolí jsou mokřady. Největší řekou ostrova je Sloupová řeka, která je dlouhá 13 km.
V roce 1690 navštívil ostrov bojarský syn Maxim Muchopljev, který ale nebyl prvním objevitelem ostrova, protože na ostrově narazil na mnoho vztyčených křížů a sloupů – důkaz, že ruští námořníci navštěvovali ostrov již před rokem 1690. Poprvé se ostrov objevil na mapě v roce 1698 pod jménem Krestov. V roce 1800 ostrov prozkoumal ruský průzkumník, obchodník a kartograf Jakov Sannikov, podrobně ho v roce 1821 zmapoval ruský objevitel Pjotr Fjodorovič Anžu. Dne 28. srpna 1878 na ostrově zakotvila výzkumná loď Vega vedená švédským cestovatelem Adolfem Nordenskjöldem.
V roce 1914 byl na západním pobřeží ostrova vztyčen posádkou lodi Vajgač velký dřevěný pravoslavný kříž.
V dobách SSSR byla na severozápadním pobřeží ostrova umístěna meteorologická stanice. V roce 2012 byla místo ní zřízena kontrolně-korelační stanice GLONASS / GPS.
Na Sloupovém ostrově byly nalezeny artefakty allalajevské kultury středního paleolitu, pochází z doby cca před 200–250 tis. roky, pravděpodobně se jedná o neandrtálce. Je to nejsevernější výskyt lidských předků.
Předpokládá se, že v minulosti na ostrově nebo v jeho blízkosti existovala mohutná delta řeky, místo kde se Lena spojovala s Janou.